# Malanea centralis
Malanea centralis là một loài thực vật có hoa trong họ Thiến thảo. Loài này được Sucre mô tả khoa học đầu tiên năm 1963.